# Рождество с мертвецами
«Рождество с мертвецами» — это рассказ написанный Джо Р. Лэнсдейлом о зомби-апокалипсисе . Это история о человеке по имени Кэлвин, который хочет отпраздновать Рождество, несмотря на то, что он единственный человек, оставшийся в городе, населенном зомби . Этот короткий рассказ опубликован ограниченным тиражом  и был адаптирован к фильму . 

## Краткое описание сюжета
Кэлвин (фамилия не указана) — единственный выживший после зомби-апокалипсиса в городе Мад-Крик на востоке Техаса. Он превратил свой дом в крепость, и ему одиноко и скучно с тех пор, как около двух лет назад страшная гроза превратила его жену, дочь и всех остальных в городе в зомби. Поэтому он решает отпраздновать Рождество и отправляется собирать украшения. С этого момента все начинает идти не по плану. 

## Экранизация
В 2012 году по рассказу был снят фильм. Он был снят в районе Восточного Техаса летом 2011 года. В главных ролях в фильме снялись Брэд Мол, Дамиан Маффеи и Кейси Лэнсдейл. В 2013 фильм был выпущен на DVD, в настоящее время демонстрируется на кинофестивалях и на частных показах. Также его можно посмотреть в интернете.  

## внешняя ссылка
- Официальный сайт автора
- Интервью с Джо Р. Лэнсдейлом
- Веб-сайт публикации PS
- Трейлер
- Информация о фильме